# Marin Studin
Marin Studin (Kaštel Novi, 28. novembar 1895 – Split, 15. avgust 1960) bio je hrvatski slikar i vajar, heterogenog stilskog izričaja. Akademizam, geometrijski izraz, neobična zakasnela secesijska ekspresija u delu radova neposredno nakon Prvoga svetskog rata, sintetički intimizam, dekorativnost izražena u liniji, realistično lirski i gotovo težaški izražaj, prisutni su u opusu Marina Studina.

## Život i karijera
Detinjstvo i školovanje
Rođen je u Kaštel Novom kod Splita u Hrvatskoj kao najstarije dete Stjepana i Kate rođene Mateljan. Kao težačkom sinu, bio mu namjenjen rad na zemlji. Imao je braću: Ivana, Antu i Franu, i sestru Mariju. Odrastao je u teškom periodu propadanja propadanja poljoprivrede uzrokovanog   „vinskom klauzulom”, bolestima vinove loze peronospore i filoksere, a i povremenim elementarnim nepogodama jer Kaštela su tada zavisila od prinosa zemlje. Nakon što je završio osnovnu školu Marin se sa takvim uslovima života nije mogao pomiriti, nego je, suprotstavljajući se teškom životu, tokom očeve odsutnosti, pobegao i iz Kaštela i upisao se u Obrtno-strukovnu školu Emanuela Vidovića u Splitu, sa samo 12. godina.
Kao osamnaestogodišnjak, zaljubljen u vajarstvo otišao 1913. godine otišao je u Zagreb u kome se prvo upisao na akademiju umetnosti Kao osoba nemirnog duha, temperamentne i naravi, odustao je od daljeg školovanja na akademiji, zbog navodno, konzervativnih profesora. Kao i mnogi vajari u tom periodu  oduševljavao se delima Ivana Meštrovićem. Sa željom da radi u njegovu ateljeu, u leto 1914. godine u Zagrebu je upoznao Meštroovića, koji je nakon što je vidio njegove radove obećao  da će ga povesti sa sobomu Italiju gde je tada živeo i radio.
Nastavio školovanje u Beču, na Akademie der bildenden Kunste, gde je završio dva semestra (1914./15), do prijema poziva za mobilizaciju na početku Velikog rata.
Veliki rat
Za vreme Velikog rata od 1915. do 1918. godine proveo je na frontu kao Austrijski vojnik, a potom i na lečenju u Austriji jer je nakon kratke obuke i boravka na frontu bi izložen psihičkim i fizičke posledicama rata. Nakon provedenog lečenja u nekoliko austro-ugarskih bolnica, na kraju je završio u jednoj zagrebačkoj bolnici. Lekar koji je brinuo o njemu omogućio mu je da dobije sobu u kojoj je mogao nakon dužeg vremena ponovo modelirati skulpture. Nakon izlaska iz bolnice, jedan njegov zemljak Kaštelanin Ante Poparić ustupio mu je prostranu sobu u svom stanu u Kaštel Novom u kojoj je Marin marljivo radio i ubrzo celokupni prostor ispunio umetničkim delima.
Između dva svetska rata
Nakon brojnih pohvala, ali i kritika, Studin je otišao na daljnje školovanje 1921. na Academie de la Grande Chaumiere na Montparnasu u Parizu. Nakon povratka iz Pariza radio kao profesor u Tehničkoj školi u Beogradu.
Zajedno sa slikarima Petrom Bibićem i Milanom Tolićem 1925. osnivao je malu privatnu likovnu akademiju u Splitu, koja je i pored većeg broja upisanih đaka bila kratkog trajanja.
Da bi steko formalno obrazovanje, vratio se 1930. godine na Kraljevsku akademiju za umjetnost i umjetni obrt u Zagrebu, i 1931. godine apsolutorij mu potpisuje Ivan Meštrović.
Između dva svetska rat bio je likovni pedagog u srednjim školama, a potom na akademijama za primijenjenu umetnost u Beogradu i Zagrebu.
U predvečerje Drugog svjetskog rata vratio se iz Beograda u Split da bi krizni period rata živeo sa porodicom u zavičaju. Studin je bio oženjen Birom Meštrović, sestrom Ivana Meštrovića, s kojom je imao kćer Sunčanu. 
Drugi svetski rat
Tokom Drugog svetskog rata Marin je pristupio ilegalnom Pododboru umetnika Hrvatske, i kao inicijator i glavni organizator otvorio je danas legendarnu ilegalnu izložbu umetničkih dela 1943. u Splitu u stanu u kojem je živeo sa suprugom i ćerkom u tadašnjoj Tartaglinoj ulici. Izloža je trebalo da bude protest dalmatinskih umetnika na izložbu  Mostra d’ arte koju su organizovali Italijani u okupiranom  Splitu, Izložba je trajala šest meseci, a posetilo je oko 2000 ljudi Na izložbi su izlagali Antun Zupa, Vjekoslav Parać, Nikola Ignjatović, Ljubomir Nakić, Rudolf Sablić, Ivo Tijardović, kompozitor (izložio je svoje akvarele i crteže), Marin Studin i posmrtno Ivo Lozica.
Nakon kapitulacije Italije 1943. godine Studin je otišao u partizane. Iste godine sa referatom učestvovao je na Prvoj konferenciji kulturnih radnika Dalmacije u Hvaru. Pred kraj rata 1944. godine otputovao je u Italiju gđe je radio u grupi umetnika partizana u Kocanu, u Peruđi. Tada je izradio reljef Crni dani (Rat) koji je kasnije otkupila Tate Gallery u Londonu. Krajem 1944. godine vratio se iz Italije u Split.
Posleratni period
Po okončanju Drugog svetskog rata 1945. godine uključio se u rad tek osnovanog Kluba kulturnih radnika, i aktivno radio na pripremama kolektivnih izložbi u Splitu i u Dubrovniku, na kojima je izlagao skulpture nastale tokom rata.
Kao profesor radio je od 1945. – 1947. godine u Tehničkoj školi u Splitu, zatim od 1947 – 1949. kao predavać na Akademiji za primenjenu umetnost u Beogradu 1950. – 1955. i na Akademiji likovnih umjetnosti u Zagrebu.
U zasluženu penziju poslet je 1955. godine. Preminuo je od karcinoma grla u Splitu 15. avgusta 1960. godine, u 65 godini života.

## Likovno stvaralaštvo
Prvo je stvarao u stilu secesije i oblikovao skulpture inspisane opštom ljudskom simbolikom (tada su nastala dela: Melankolija, Odmazda, Čežnja, Tragedija čovjekova rada), potom je potpao pod uticaj narodne umetnosti i radio je u kamenu i drvetu ekspresionističke biblijske kompozicije i likove ribara, seljaka i pastira.
Pod velikim uticajem Meštrovićevog dela

Uprkos želji da stvara kao Ivan Meštrović, pod čijiuticaja je potpao Marin Studin, on se ipak trudio da bude drugačiji, ličniji, 
| „ | ...bilo da želi izraziti ljudsku bol, besmisao, protest, gnušanje, kao na radovima kojima se predstavio na prvoj samostalnoj izložbi u salonu Urlich u Zagrebu ili religioznim temama i temama muziciranja | ” |

  Ipak na kraju ne uspeva da se oslobodi Meštrovićevog utcaja (koja ga prati i dvadeset godina kasnije) crpeći gotovo celoga života nadahnuće u ropotarnici Meštrovićevog opusa, u tehnici, stilizaciji a ponekad i u oblikovnim i kompozicijskim rešenjima, ili „jednostavno bežeći u pučki izraz”.
Taj stil izražavanja Marina prati i nakon Drugog svetskog rata, kad oblikuje velike reljefe u drvetu, u kojima je snažno izražava teror i patnju žrtava okupatora (npr Crni dani), ili kroz spomeničku plastiku u kamenu (u Kaštel Starom, Novom Sadu, Nišu).
I dok je Hrvatsko vajarstvo i umetnost u načelu 1950-ih imala svoje uspone i plodne dodire i prožimanja sa evropskom i svetskom umetnošću, Marina Studina ne pokazuje želju za tim promenama, i ostaje van tih tokova   i ostaje u prošlosti, u realizmu, narativnosti i simbolizmu.

## Literatura
- Akademija likovnih umjetnosti u Zagrebu 1997. – 1997., spomenica, priredila Dubravka Babić.
- Akademija likovnih umjetnosti Sveučilišta u Zagrebu, 2002.
- Arambašin, V. Marica, Majka u Studinovoj umjetnosti, Naš glas, leto III, Trst, maja 1927, št. 5.
- Babin, Ankica: Osnivanje i perspektive razvoja Galerije Studin, Informatica Museologica 3/4, Zagreb 1988.,str. 107 – 8.
- Babin, Ankica: U povodu pet godina Galerije Studin, Kaštelanski Zbornik 4, Kaštela 1994, str. 287 – 289.
- Babin, Ankica : Galerija Studin generator kulture u Kaštelima, Informatica Museologica 27 (3/4 ), Zagreb1996., str. 36-40.
- Babin, Ankica:  Zbirka moderne i suvremene umjetnosti, Muzej grada Kaštela, Kaštela, 2008.
- Bezić- Božanić, Nevenka: Marin Studin, Književni krug Split, Split, 1985.
- Bezić- Božanić, Nevenka: Kultura u NOB-i Dalmacije , Mogućnosti, br. 9/10, 1981.
- Disopra, Nikola: Intimni jubilej kipara Marina Studina, Mogućnosti 2/1959Delale, I.: Nezavisna grupa, Skulptura, Slikari, Novo doba, 4,5. X. 1924.
- Delale, I.: Umjetnici na Jadranskoj izložbi, Kiparstvo, Novo doba, 23.VIII. 1925.
- Dokumentacija Marina Studina, Muzej grada KaštelaDulbić, Frano: Grupa nezavisnih umjetnika (1921. – 1927.), Rad. Inst. Povj. Umjet. 23/1999. (199 – 208)
- Đa. Va.: M. Studin, Hrvat, 22. II. 1919., Zagreb
- Gamulin, Grgo: Hrvatsko kiparstvo XIX. i XX. stoljeća , Naprijed, Zagreb, 1999.
- Glas čovjeka i umjetnika, Slobodna Dalmacija,1. 3. 1956.
- Gorenčević, Iljko: Marin Studin, Skulpture (O umjetnosti Marina Studina), Plamen, 1919. Plamen izdan u1000 primjeraka).
- Gorenčević, Iljko: Predodređena doživljavanja likovne umjetnosti, vidici s nekojih usponka našeg modernogvajarstva, Suvremenik, g. XVI., br . 3, Zagreb, 1921, 171 – 182.
- Izložba najmlađih slovenskih umjetnika, Hrvat, god I., br. 28. , Zagreb 1919.,
- Grum, Željko, Moderna galerija Zagreb, Zagreb, 1987.I.S.
- Četiri izložbe u Urlichovom salonu, Omladina, g., II., br. 8., Zagreb 1918. – 1919., 190 – 191. * Jeftić, B., (B. J.) Slovenci o Studinu, Hrvat, god. I. br. 40. Zagreb, 1919.,
- Jeličić, Ž., Studin u Londonu, Vjesnik, 8. veljače 1953.
- Kečkemet,Duško: Ivan Meštrović, L ‘unica strada per poter essere artista é quella del lavoro, Spektar, Čgp delo,1970.
- Kečkemet, Duško: Dujam Penić, Društvo povjesničara umjetnosti Hrvatske, knjiga XXV, Zagreb, 1979.
- Kečkemet, Duško: Slikari, kipari, arhitekti, likovna umjetnost novijeg doba u Splitu, splitski umjetnici i likovni život od 1945 do 1992., Split, 2004,
- Križanić, P.:  XII. Izložba „Proljetnog salona“,  Kritika, g.II., br. 11-12, Zagreb, 1921., 445 – 446

## Spoljašnje veze
- Zbirka Marin Studin — Muzej grada Kaštela (jezik: hrvatski)
- Marin Studin komemorativna izložba Split, 1963. (jezik: hrvatski)
- Izložba djela Marina Studina u Muzeju grada Trogira Архивирано на веб-сајту  (20. новембар 2020) (jezik: hrvatski)